# Ángel Montes de Oca
Ángel Enmanuel Montes de Oca Genao (ur. 18 lutego 2003 w San Juan de la Maguana) – dominikański piłkarz grający na pozycji pomocnika w dominikańskim klubie Cibao FC. Młodzieżowy reprezentant Dominikany. Uczestnik Letnich Igrzysk Olimpijskich 2024 w Paryżu.

## Sukcesy

### Cibao FC
- Mistrzostwo Dominikany(inne języki): 2022(inne języki), 2023(inne języki)
- Finalista CFU Club Championship: 2022(inne języki)

### Dominikana U-20
- Wicemistrz Ameryki Północnej U-20: 2022(inne języki)